# Ngày Quốc tế Giảm nhẹ Thiên tai
Ngày Quốc tế Giảm nhẹ Thiên tai (IDDR) là một ngày quốc tế khuyến khích mọi người dân và chính phủ tham gia xây dựng thêm nhiều những cộng đồng và quốc gia có thể chống chịu trước thiên tai. Đại Hội đồng Liên Hợp Quốc (LHQ) đã chỉ định ngày 13 tháng 10 là Ngày Quốc tế Giảm nhẹ Thiên tai như một phần của tuyên bố Thập kỷ Quốc tế Giảm nhẹ Thiên tai.
Năm 2002, trong một nghị quyết khác, Đại Hội đồng đã quyết định duy trì việc kỷ niệm ngày này hàng năm như một phương tiện để thúc đẩy văn hóa toàn cầu về việc giảm nhẹ thiên tai, bao gồm phòng chống, giảm nhẹ và chuẩn bị.
Năm 2009, Đại Hội đồng LHQ quyết định chỉ định ngày 13 tháng 10 là ngày kỷ niệm chính thức, đồng thời đổi tên thành Ngày Quốc tế Giảm nhẹ Thiên tai.

## Lịch sử
Nghị quyết số 44/236 (ngày 22 tháng 12 năm 1989) Đại hội đồng Liên hợp quốc Liên Hợp Quốc đã lấy ngày thứ tư thứ hai của tháng 10 làm Ngày Quốc tế Giảm nhẹ Thiên tai với tư cách là một phần của tuyên bố về Thập kỷ Quốc tế Giảm nhẹ Thiên tai (1990 – 1999).
Vào năm 2002, bằng một nghị quyết khác, Đại hội đồng Liên Hợp Quốc đã quyết định duy trì việc tổ chức ngày này hàng năm như một phương tiện để thúc đẩy văn hóa toàn cầu về giảm nhẹ thiên tai, trong đó có giảm thiểu và phòng ngừa.
Nghị quyết 64/200 ngày 21 tháng 12 năm 2009, Đại hội đồng Liên Hợp Quốc quyết định lấy ngày 13 tháng 10 hàng năm để kỷ niệm Ngày quốc tế phòng tránh và giảm nhẹ thiên tai. Đây là dịp để nâng cao nhận thức của cộng đồng về những biện pháp cần thiết phải áp dụng để giảm thiểu các nguy cơ có thể gặp phải trong trường hợp xảy ra thiên tai cũng như khuyến khích mọi công dân và chính phủ tham gia xây dựng cộng đồng và đất nước có khả năng chống chọi thiên tai tốt hơn. 
ASEAN cũng lấy ngày này là ngày Quản lý thiên tai ASEAN để kêu gọi mọi người và cộng đồng trên toàn thế giới nâng cao nhận thức và giảm nhẹ rủi ro do thiên tai gây ra.

## Chủ đề
Mỗi một năm, Ngày Quốc tế Giảm nhẹ thiên tai lại hướng đến một chủ đề nhất định như:
- Năm 2000: Phòng ngừa thiên tai, Giáo dục và Tuổi trẻ
- Năm 2001: Chống thiên tai, tập trung vào sự tổn thương
- Năm 2002: Phát triển núi bền vững
- Năm 2003: Xoay chuyển thủy triều
- Năm 2004: Thiên tai hôm nay hiểm họa ngày mai
- Năm 2005: Tài chính vi mô và giảm nhẹ rủi ro thiên tai
- Năm 2006: Giảm nhẹ rủi ro thiên tai bắt đầu từ trường học
- Năm 2007: Thách thức các nhà giáo dục thế giới
- Năm 2008: Giảm nhẹ rủi ro thiên tai là công việc của tất cả mọi người
- Năm 2009: Bệnh viện an toàn trước thiên tai
- Năm 2010: Thành phố tôi đã sẵn sàng!
- Năm 2011: Trẻ em và thanh niên là đối tác để giảm nhẹ thiên tai[4]
- Năm 2012: Phụ nữ và các em gái - một lực lượng có sức chống chịu hiệu quả với thiên tai[7]
- Năm 2013: Người khuyết tật trong thiên tai[8]
- Năm 2014: Người cao tuổi với thiên tai: Thích ứng vì cuộc sống[5][9]
- Năm 2015: Kiến thức cho cuộc sống[10]
- Năm 2016: Sống chia sẻ[11]
- Năm 2017: Nhà nhà an toàn giảm rủi ro và sơ tán khi có thiên tai[12][13]
- Năm 2018: Giảm thiểu thiệt hại kinh tế do thiên tai[6][14]
- Năm 2019: Giảm thiểu thiệt hại do thiên tai - Chủ động thích ứng với biến đổi khí hậu bắt đầu từ cộng đồng[15][16]